# Deep Water
Deep Water é um romance de suspense psicológico escrito por Patricia Highsmith, publicado pela primeira vez em 1957 pela Harper & Brothers. É o quinto romance publicado de Highsmith, o título da obra originalmente sendo The Dog in the Manger. Foi trazido de volta à impressão nos Estados Unidos em 2003 pela W. W. Norton & Company.

## Premissa
A história acompanha a vida de Vic e Melinda Van Allen. Eles formam um casal bastante atraente, bem de vida e endinheirados, porém infelizes. Na tentativa de evitar um eventual divórcio Vic constantemente ignora a infidelidade de Melinda, que o trai com diversos amantes. A vida do casal, no entanto, toma um rumo obscuro quando uma trágica morte ocorre.

## Recepção
Anthony Boucher revisando o livro no The New York Times, elogiou o "atingimento da maioridade como romancista" de Highsmith e observou que Deep Water é "incomparavelmente mais forte em sutileza e profundidade de caracterização" do que seu primeiro romance, Strangers on a Train.
A autora Gillian Flynn disse que o livro virou um de seus favoritos. Em entrevista ao The Wall Street Journal, Flynn afirmou:
Cerca de dez ou quinze anos atrás, o encontrei em uma loja de livros usados. Me lembro de pensar: "Por que ninguém me contou sobre isso?" As pessoas a conhecem pelo Ripley ou Strangers on a Train, mas não sabem muito de suas outras obras. E, sendo um suspense conjugal onde todas as fobias, medos e escuridão são baseados principalmente dentro da casa de um casal, na qual sempre me interessou, aquela guerra cara-a-cara entre marido e mulher.

## Adaptações
- O romance foi adaptado em 1981 pelo diretor Michel Deville no filme Eaux profondes, transferindo o cenário para a França. Jean-Louis Trintignant estrelou como Vic, com Isabelle Huppert como Melinda, renomeada Melanie.
- Em 1983, o romance foi adaptado uma segunda vez para o formato telefilme (em 2 partes) sendo chamado de Tiefe Wasser, transferindo o cenário para a Alemanha. Peter Bongartz estrelou Vic van Allen, com Constanze Engelbrecht como Melinda.
- Adrian Lyne dirigiu uma adaptação cinematográfica, lançada em 2022, estrelada por Ben Affleck e Ana de Armas para a 20th Century Studios, baseada em um roteiro de Zach Helm e Sam Levinson.[4]